# Chiesa di San Tiburzio
La chiesa di San Tiburzio è un luogo di culto cattolico sconsacrato dalle forme barocche, situato in borgo Palmia 6A a Parma, nell'omonima provincia.

## Storia
La chiesa risale al V secolo ed è ricordata come parrocchiale nel 1230.
Nel XV secolo dipendeva dall'abbazia di San Giovanni Evangelista.
Alla chiesa era annesso il convento, eretto nel 1386, delle convertite di San Tiburzio sotto la regola del terz'ordine francescano; la comunità venne dissolta nel 1810 e nel 1885 la chiesa passò alla Congregazione della Carità di San Filippo Neri, una confraternita per l'assistenza ai poveri e agli ammalati.
La chiesa fu chiusa nel 1913 e divenne anche un deposito della Biblioteca Palatina; dopo un restauro fu riaperta al culto attorno al 1945 per l'assistenza spirituale agli universitari. Attualmente non è più officiata. Di proprietà comunale, è gestita dall'Azienda di Servizi alla Persona del Distretto di Parma (A.S.P. Parma) e dal 2020 ospita Florilegium, installazione site-specific dell'artista Rebecca Louise Law composta da oltre duecentomila fiori essiccati in Irlanda.

## Descrizione
La chiesa fu rifatta nelle forme attuali attorno al 1720 su disegno di Edelberto dalla Nave.
L'edificio, di piccole dimensioni, è a croce greca ed è coperta da un tiburio ottagonale.
La facciata è a due livelli, quello inferiore scandito da quattro semicolonne con capitelli ionici, il secondo da lesene.
Nelle nicchie che si aprono accanto al portone d'ingresso sono collocate le statue della Fede e della Carità, mentre sulla trabeazione si trovano le quattro statue di San Filippo Neri, San Carlo Borromeo, San Nicola e San Vincenzo de' Paoli, tutte realizzate da Agostino Ferrarini e inserite in facciata nel 1885.
Sempre di Ferrarini sono le sculture con le quattro Virtù cardinali conservate all'interno, mentre gli affreschi con gli Evangelisti nei pennacchi della cupola e dell'Assunzione nella volta sono di Giovanni Gaibazzi.